# فاندزيوغالا
فاندزيوغالا (بالإنجليزية: Vandžiogala) هي منطقة سكنية تقع في ليتوانيا في مقاطعة كاوناس.[بحاجة لمصدر] يقدر عدد سكانها بـ 946 نسمة .